# Iosif Kobzon

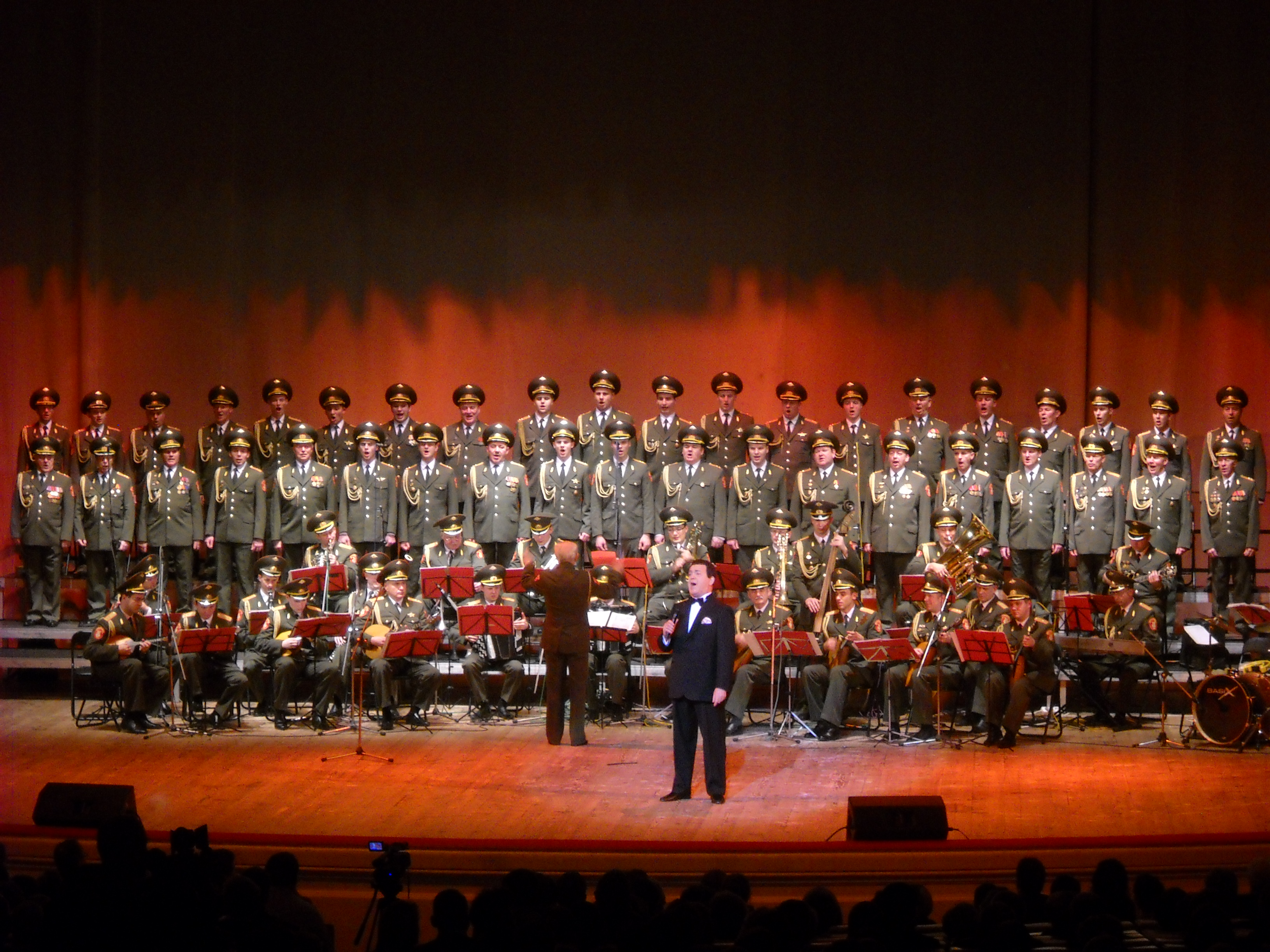
Iosif Kobzon z Chórem Aleksandrowa podczas koncertu w Sali Kongresowej, Warszawa, październik 2009

Iosif Dawydowicz Kobzon, ros. Иосиф Давыдович Кобзон (ur. 11 września 1937 w Czasiw Jarze, zm. 30 sierpnia 2018 w Moskwie) – rosyjski piosenkarz i pedagog, jeden z najbardziej znanych wykonawców muzyki popularnej w Związku Radzieckim, a następnie Rosji.

## Życiorys
Urodził się w miejscowości Czasiw Jar w Ukraińskiej SRR w rodzinie żydowskiej. Jego matka, Ida Isaakowna, urodziła się na Podolu. Jak wielokrotnie przyznawał piosenkarz, matka grała w jego życiu rolę kluczową, będąc przewodnikiem moralnym.
Po zajęciu Lwowa przez ZSRR w 1939 wraz z całą rodziną przeniósł się do tego miasta. Wkrótce ojciec został wysłany na front, a matka wraz z nim i rodzeństwem ewakuowała się do miejscowości Yangiyoʻl pod Taszkentem w Uzbekistanie. W 1944 wraz z rodziną przeniósł się do Kramatorska na Ukrainie, a pod koniec lat 40. do Dniepropetrowska.
W latach 1956–1959 służył w Armii Radzieckiej, gdzie występował w Zespole Pieśni i Tańca Zakaukaskiego Okręgu Wojskowego. Przez rok, w latach 1969–1970, był żonaty ze znaną aktorką Ludmiłą Gurczenko.

### Kariera muzyczna
Popularność jako piosenkarz zdobył jeszcze w czasach ZSRR i utrzymał ją w większości krajów powstałych po jego upadku. W Rosji, tak jak przed laty, zawsze śpiewał m.in. na prestiżowych koncertach z okazji uroczystości państwowych. W repertuarze posiadał zawsze znaczną ilość piosenek sławiących komunizm, KPZR, Komsomoł czy Włodzimierza Lenina.
Karierę wokalną rozpoczął w 1958, a w 1962 nagrał pierwszą płytę. W 1973 wykonał piosenki do serialu telewizyjnego Siedemnaście mgnień wiosny. Koncertował na całym świecie, między innymi w Argentynie, Boliwii, Finlandii, Hiszpanii, Izraelu, Szwecji, USA, a także w czasie interwencji sowieckiej w Afganistanie. W Polsce uczestniczył w koncertach w ramach Święta Trybuny Ludu, a także reprezentował ZSRR na Międzynarodowym Festiwalu Piosenki w Sopocie w 1964, gdzie zdobył nagrodę specjalną ZAKR za piosenkę Płynie Wołga.
Często wykonywał piosenki znanych kompozytorów rosyjskich, w tym Aleksandry Pachmutowej i Wiaczesława Dobrynina. W połowie lat 90. rozpoczął serię „pożegnalnych koncertów”, mających zakończyć jego karierę muzyczną. Choć zaprzestał organizacji własnych koncertów, wciąż często występował na estradzie, pozostając gwiazdą medialną.
W latach 1972–2018 występował w peruce.

### Kariera polityczna

Kraje, do których zabroniony był wjazd Iosifowi Kobzonowi po 2015

Był członkiem KPZR do końca istnienia partii. W 1983 został na rok usunięty z jej szeregów za wykonanie żydowskiej pieśni Hawa nagila na spotkaniu z delegacjami zagranicznymi, w tym z krajów arabskich. Od 1989 był aktywnie zaangażowany w życie polityczne kraju, choć formalnie pozostawał bezpartyjny.
Przez wiele lat był deputowanym do Dumy Państwowej Rosji z okręgu Agińsko-Buriackiego, gdzie wybierany był regularnie prawie 100% głosów. W Dumie stał na czele komisji kultury.
Był aktywny i popularny także na północnym Kaukazie, w tym w Czeczenii. Wśród wielu kampanii politycznych, w których uczestniczył także w tym regionie, wspomnieć można akcję rozdawania banknotów sturublowych w Abchazji, gdzie w 2004 przekonywał mieszkańców do udzielenia poparcia promoskiewskiemu kandydatowi na prezydenta Raulowi Chadżimbie. W tym samym roku wspierał także swoimi piosenkami na koncertach wyborczych kandydaturę Wiktora Janukowycza na prezydenta Ukrainy. Był także pierwszym negocjatorem podczas akcji terrorystycznej w Teatrze na Dubrowce w 2002 r.
Był publicznie posądzany o kontakty z rosyjską mafią. W związku z tymi pogłoskami nie mógł otrzymać wizy wjazdowej do USA.
Na podstawie decyzji Rady Europejskiej z 9 lutego 2015 wpisany został na listę osób objętych sankcjami za podważanie niepodległości Ukrainy i wspieranie separatystów w Donbasie.
Został pochowany 2 września 2018 na moskiewskim cmentarzu Wostriakowskim.

## Upamiętnienia
W 2003 w Doniecku na Ukrainie odsłonięto pomnik Iosifa Kobzona.

## Odznaczenia i wyróżnienia
- Order „Za zasługi dla Ojczyzny” II klasy (2007)
- Order „Za zasługi dla Ojczyzny” III klasy (2002)
- Order Męstwa (2002)
- Order Przyjaźni Narodów
- Medal „Za zasługi dla Kraju Stawropolskiego” (Медаль «За заслуги перед Ставропольским краем», 2008, Kraj Stawropolski, Rosja)
- Medal „Za zasługi dla Republiki Czeczeńskiej” (Медаль «За заслуги перед Чеченской республикой», Rosja)
- Order „Za zasługi” II klasy (Орден «За заслуги», 2002, Ukraina)
- Order „Za zasługi” III klasy (Орден «За заслуги», 2000, Ukraina)
- Medal „Astana” (Медаль «Астана», 2000, Kazachstan)
- Ludowy Artysta ZSRR (Народный артист СССР, 1987)
- Ludowy Artysta RFSRR (Народный артист РСФСР, 1980)
- Narodowy Artysta Ukrainy (Народный артист Украины, 1991)
- Zasłużony Artysta RFSRR (Заслуженный артист РСФСР, 1973)
- Nagroda Państwowa ZSRR (Государственная премия СССР, 1984)
- Nagroda Leninowskiego Konsomołu (Премия Ленинского комсомола, 1983)
- Nagroda Federalnej Służby Bezpieczeństwa Rosji (Премия ФСБ России, 2009)
- Order Świętego Księcia Daniela Moskiewskiego II klasy (Орден святого благоверного князя Даниила Московского, 1998, Rosyjska Cerkiew Prawosławna)
- Order Sergiusza Radoneżskiego II klasy (Орден преподобного Сергия Радонежского, 2002, Rosyjska Cerkiew Prawosławna)

- Iosif Kobzon posiadał honorowe obywatelstwo 28 miast na terenie byłego Związku Radzieckiego (m.in. Anapy, Biszkeku, Dniepropetrowska, Doniecka, Kramatorska, Moskwy, Połtawy, Saratowa i Słowiańska).